# The Immortal (videogioco)
The Immortal è un videogioco del 1990 pubblicato da Electronic Arts per Apple IIGS e successivamente convertito per Amiga, Atari ST, MS-DOS, Nintendo Entertainment System e Sega Mega Drive. La versione per Mega Drive in Giappone uscì come Wizard of the Immortal (ウィザード・オブ・イモータル?).
È un videogioco di ruolo fantasy con visuale isometrica, nei panni di un mago che si avventura in una struttura labirintica di 8 livelli.